# Katyn (film)
Katyn (polska: Katyń) är en polsk krigsdramafilm från 2007 i regi av Andrzej Wajda, med Maja Ostaszewska, Danuta Stenka, Artur Żmijewski och Paweł Małaszyński i huvudrollerna. Den har även givits ut under titeln Massakern i Katyn. Filmen handlar om Katynmassakern, en sovjetisk massavrättning av tusentals polacker under andra världskriget. Filmen hade premiär den 17 september 2007, på årsdagen av den sovjetiska invasionen av Polen 1939. Filmen blev nominerad i kategorin Bästa utländska film vid Oscarsgalan 2008.

## Medverkande
- Andrzej Chyra som Jerzy, fänrik vid 8:e Uhlanregementet
- Maja Ostaszewska som Anna, Andrzejs fru
- Artur Żmijewski som Andrzej, kapten vid 8:e Uhlanregementet
- Danuta Stenka som Róza, generalens fru
- Jan Englert som generalen
- Magdalena Cielecka som Agnieszka, fänrik Baszkowskis syster
- Agnieszka Glińska som Irena, fänrik Baszkowskis syster
- Paweł Małaszyński som fänrik Piotr Baszkowski
- Maja Komorowska som Maria, Andrzejs mor
- Władysław Kowalski som Jan, Andrzejs far, universitetsprofessor
- Antoni Pawlicki som Tadeusz, kallad Tur, Annas kusin
- Agnieszka Kawiorska som Ewa, generalens dotter
- Sergej Garmaš som kapten Popov, rysk officer
- Joachim Paul Assböck som Obersturmbannführer Bruno Müller
- Waldemar Barwiński som polsk fänrik
- Sebastian Bezzel som officer vid Propaganda-Abteilung
- Jacek Braciak som fänrik Klin, Jerzys kamrat
- Stanisław Brudny som den gamle mannen på bron
- Stanisława Celińska som Stasia

## Tillkomst
Katynmassakern var länge ett öppet sår i den polska historien; händelsen hade varit välkänd under andra världskriget, men därefter och fram till 1990 hade den förtigits från officiellt håll. Enligt den officiella sovjetiska historieskrivningen bar istället Tyskland skulden för de saknade, och i väst tonades händelsen ned för att undvika att stöta sig med Sovjetunionen. Ett av massakerns offer var regissören Andrzej Wajdas egen far.
Wajda valde att skildra massakern med ett historiskt och faktafokuserat perspektiv, med hänvisning till att det var den första filmen om händelsen. Han har uttryckt en förhoppning om att fler filmare ska utforska andra aspekter av det inträffade. De flesta rollerna i filmen bygger direkt på verkliga personer.
Filmen producerades genom Akson Studio. Dess budget var 15 miljoner złoty. Inspelningen ägde rum från 3 oktober 2006 till 8 januari 2007.